# Johovac (Bijeljina, BiH)
Johovac su naseljeno mjesto u sastavu Grada Bijeljine, Republika Srpska, BiH.

## Stanovništvo
| Johovac            |              |
| godina popisa      | 1991.        |
| Srbi               | 333 (98,52%) |
| Muslimani          | 0            |
| Hrvati             | 0            |
| Jugoslaveni        | 4 (1,18%)    |
| ostali i nepoznato | 1 (0,29%)    |
| ukupno             | 341          |